# Sonate opus 6 de Beethoven

La Sonate en ré majeur pour clavecin ou piano à quatre mains opus 6 fut sans doute composée par Ludwig van Beethoven pour ses élèves en 1796 ou début 1797. Elle fut publiée en 1797 par Artaria à Vienne.
L'Allegro commence avec un rythme qui s'apparente au premier mouvement de la Cinquième symphonie.

## Structure
1. Allegro molto
2. Rondo

## Sources
- Jean et Brigitte Massin, Ludwig van Beethoven, Fayard 1967.
- François-René Tranchefort (dir.), Guide de la musique de piano et de clavecin, Paris, Fayard, coll. « Les indispensables de la musique », 1987, 870 p. (ISBN 978-2213016399, BNF 34978617)